# Głowno (gmina wiejska)
Głowno (do 1953 gmina Lubianków; 1953-54 gmina Antoniew) – gmina wiejska w województwie łódzkim, w powiecie zgierskim, znajdująca się na zachód i na północ od Głowna.
W latach 1975–1998 gmina położona była w ówczesnym województwie łódzkim.
Siedziba gminy to Głowno.
Według danych z 31 grudnia 2007 r. gminę zamieszkiwało 4908 osób. Natomiast według danych z 31 grudnia 2017 roku gminę zamieszkiwało 4847 osób.

## Struktura powierzchni
Według danych z roku 2007 gmina Głowno ma obszar 104,77 km², w tym:
- użytki rolne: 82%
- użytki leśne: 11%

Gmina stanowi 12,25% powierzchni powiatu.

## Demografia

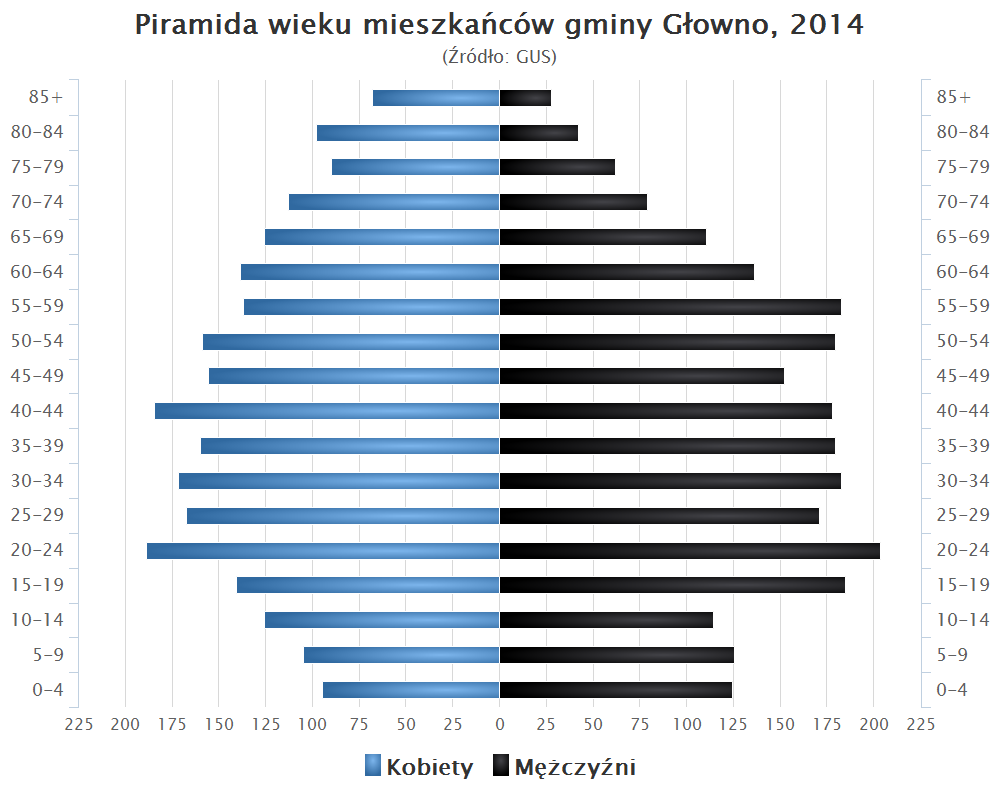
Piramida wieku mieszkańców gminy Głowno w 2014 roku

Dane z 31 grudnia 2007 r.:
| Opis                              | Ogółem | Ogółem | Kobiety | Kobiety | Mężczyźni | Mężczyźni |
| --------------------------------- | ------ | ------ | ------- | ------- | --------- | --------- |
| Jednostka                         | osób   | %      | osób    | %       | osób      | %         |
| Populacja                         | 4908   | 100    | 2456    | 50,04   | 2452      | 49,96     |
| Gęstość zaludnienia [mieszk./km²] | 46,85  | 46,85  | 23,44   | 23,44   | 23,40     | 23,40     |

## Jednostki OSP w gminie
1. OSP Boczki Domaradzkie, S-1, Krajowy system ratowniczo-gaśniczy
2. OSP Lubianków, S-2, Krajowy system ratowniczo-gaśniczy
3. OSP Mąkolice, S-2, Krajowy system ratowniczo-gaśniczy
4. OSP Ostrołęka, S-2, Krajowy system ratowniczo-gaśniczy
5. OSP Popów, S-1, Krajowy system ratowniczo-gaśniczy
6. OSP Wola Zbrożkowa, S-1, Krajowy system ratowniczo-gaśniczy
7. OSP Domaradzyn, M
8. OSP Ziewanice, M

## Sąsiednie gminy
- Bielawy
- Dmosin
- Domaniewice
- Głowno (miasto)
- Łyszkowice
- Piątek
- Stryków
- Zgierz